# 帕潘杜瓦
帕潘杜瓦是巴西圣卡塔琳娜州的一个市镇。总面积759.832平方公里，总人口17258人，人口密度22.7人/平方公里。